# 宮家準
宮家 準（みやけ ひとし、1933年9月22日 - ）は、日本の宗教学者。専門は修験道研究。慶應義塾大学名誉教授。2012年宗教法人修験道管長、法首およびその総本山五流尊瀧院第37代住職。日本学術会議会員。

## 略歴
1933年、東京府生まれ。旧姓藤井。父母は共に岡山県出身。後鳥羽上皇皇子頼仁親王以来男系血脈の宮家家を継ぐため、父の弟の養子となった。1956年、慶應義塾大学文学部哲学科社会学専攻を卒業。1962年、東京大学大学院人文科学研究科宗教学宗教史学専攻修了。
卒業後は、同年4月に慶應義塾大学文学部助手に採用。1968年4月から同助教授となったが、学園紛争の嵐の中で暴力学生たちに研究室を破壊され、辛酸をなめたこともある。1969年、学位論文『修験道の研究』を慶應義塾大学に提出して文学博士の学位を取得。1974年、ハーバード大学世界宗教研究センター客員研究員として渡米し、1975年に帰国。1975年4月、慶應義塾大学文学部教授に昇進。1997年、ミシガン大学客員教授を務めた。1999年に慶應義塾大学を退任後は國學院大學教授を務めた(1999年から2007年まで)。
学界では、1996年から日本学術会議会員。日本宗教学会常務理事、日本山岳修験学会名誉会長、神道宗教学会監事、日本道教学会理事である。

## 受賞・栄典
- 修験道研究により日本宗教学会賞、慶應義塾賞、福澤賞（1985年）。
- 日本山岳修験学会賞
- 1987年：秩父宮記念学術賞を受賞。
- 2013年：德川記念財団特別功労賞を受賞。

## 家族・親族
- 実兄：藤井隆は立正大学教授。
- 義兄：宮家道玄は五流尊瀧院先代住職、宗教法人修験道前管長、前法首。

## 著作

### 単著
- 『修験道儀礼の研究』（春秋社、1971年）
- 『山伏─その行動と組織』（評論社、1973年）
- 『日本宗教の構造』（慶應通信、1974年）
- 『修験道―その歴史と修行』（教育社歴史新書、1978年）
  - 講談社学術文庫、2001年
- 『生活のなかの宗教』（日本放送出版協会：NHKブックス、1980年）
- 『修験道思想の研究』（春秋社、1985年）
- 『大峰修験道の研究』（佼成出版社、1988年）
- 『宗教民俗学』（東京大学出版会、1989年）
- 『民俗宗教へのいざない』（慶應通信、1990年）
- 『熊野修験』（吉川弘文館、1992年）
- 『宗教民俗学への招待』（丸善ライブラリー、1992年）
  - 改訂版『宗教民俗学入門』（丸善、2002年）
- 『日本の民俗宗教』（講談社学術文庫、1994年）
- 『修験道と日本宗教』（春秋社、1996年）
- 『修験道組織の研究』（春秋社、1999年）
- 『役行者と修験道の歴史』（吉川弘文館、2000年）
- 『羽黒修験』（岩田書院、2000年）
- 『民俗宗教と日本社会』（東京大学出版会、2002年）
- 『霊山と日本人』（日本放送出版協会：NHKブックス、2004年）
  - 講談社学術文庫、2016年
- 『神道と修験道─民俗宗教思想の展開』（春秋社、2007年）
- 『修験道の地域的展開』（春秋社、2012年）
- 『修験道　その伝播と定着』（法蔵館、2012年）
- 『修験道と児島五流　その背景と研究』（岩田書院、2013年）
- 『修験道小事典』（法蔵館、2015年）
- 『日本仏教と修験道』（春秋社、2019年）
- 『備前の児島・五流修験　その歴史と伝承』（岩田書院、2021年）
- 『修験道　日本の諸宗教との習合』（春秋社、2021年）
- 『現代語訳 修験道聖典』（春秋社、2022年）
- 『修験道の経・講式・和讃・唱言』（春秋社、2023年）

### 編著
- 『修験集落 八菅山』愛川町教育委員会、1978年
- 『大山・石槌と四国修験道』名著出版 1979年
- 『修験道章疏解題』鈴木学術財団 1979年
- 『修験道と地域社会』名著出版 1981年
- 『山の祭りと芸能』上・下 平河出版社 1984年
- 『御嶽信仰』雄山閣出版 1985年
- 『修験道辞典』東京堂出版 1986年
- 『民俗と儀礼ー村落共同体の生活と信仰』春秋社 1986年
- 『熊野信仰』雄山閣出版 1990年
- 『峰入ー修験道の本質を求めて』いでは文化記念館 1994年
- 『修験道修行大系』国書刊行会 1994年
- 『宮古市史　民俗編』宮古市 1995年
- 『民俗宗教の地平』春秋社 1999年
- 『山岳修験への招待 霊山と修行体験』新人物往来社 2011年

### 共編著
- （山岸健・平野敏政）『生活の学としての社会学　人間・社会・文化』（総合労働研究所、1977年）
- （矢野建彦）『修験道場 大峰山』（佼成出版社、1982年）
- （H・バイロン・エアハート）『伝統的宗教の再生－解脱会の思想と行動』（名著出版、1983年）
- （小野泰博・宮田登・藤井正雄・薗田稔・奈良康明他）『日本宗教事典』（弘文堂、1985年）
- （孝本貢・西山茂）『日本の社会学19　宗教』（東京大学出版会、1986年）
- （圭室文雄・平野榮次・宮田登）『民間信仰調査ハンドブック』（雄山閣出版、1987年）
- （矢野建彦・岡倉捷郎）『聖地への旅 大峰山』（佼成出版社、1987年）
- （吉田禎吾）『コスモスと社会－宗教人類学の諸相』（慶應通信、1988年）
- （小川英雄）『聖なる空間』（リトン、1993年）
- （鈴木正崇）『東アジアのシャーマニズムと民俗』（勁草書房、1994年）

### 監修
- 『祭・芸能・行事大辞典』小島美子・三隅治雄・宮田登・和崎春日監修 朝倉書店 2009年(ISBN 978-4254500134)

### 監訳
- H・バイロン・エアハート『羽黒修験道』鈴木正崇共訳 弘文堂 1985年